# شهرستان هجیانگ
شهرستان هجیانگ (به لاتین: Hejiang County) یک منطقهٔ مسکونی در چین است که در لوجو واقع شده‌است.